# Јамски пожар
Пожар из угљеног копа је природно сагоревање површинског или подземног копа. Већина копова угља је изложена тињајућем сагоревању, посебно пожари у подземним рудницима, због ограниченог присуства атмосферског кисеоника. Појаве пожара у јамама угља датирају више милиона година у прошлост. Због добре топлотне изолације и и присуства земљине коре која спречава гашење пожара дејством кише или снега, подземни пожари у рудницима угља су најдуготрајнији пожари на Земљи и могу горети хиљадама година, попут Горуће Планине у Аустралији. До пожара у руднику угља може доћи услед само-загревања пприликом ниско-температурне оксидације, грома, дивљих пожара, па чак и намерним паљењем. Пожари у рудницима угља полако обликују литосферу и мењају атмосферу, али се тај темпо повећао и постао обимнији обиман у савремено доба, проузрокован огромним рударским активностима.
Пожари угља представљају озбиљну опасност по здравље и сигурност, утичу на животну средину ослобађањем отровних испарења, захватање ватром травнатих површина, жбуња, довођењем до шумских пожара и узрокујући слегање површинских инфраструктура као што су путеви, цевоводи, електрични водови, носачи мостова, зграде и куће. Било да су започети од људи или путем природног узрока, пожари пожари јама угља настављају да горе деценијама или чак вековима све док се извор горива не исцрпи, не појави се сталан прилив подземних вода, дубина сагоревања постаје већа од способности тла да се слеже и вентилира, или не дође до људске интервенције. Пошто горе под земљом, пожари у јамама угља су изузетно тешки и скупи да се угасе и мало је вероватно да их угаси киша. Постоје снажне сличности између пожара на угљу и тресета .
Широм света, у сваком тренутку горе хиљаде подземних пожара. Проблем је најочитији у индустријализованим нацијама богатим угљем попут Кине. Процјењује се да глобална емисија пожара на угаљ годишње проузрокује 40 тона живе у атмосфери и да представља три посто светске годишње емисије CO2 .

## Порекло
Пожари у рудницима угља могу се поделити на пожаре близу површине, где се кроз пукотине пожари шире на површину, а кисеоник потребан за њихово горење долази из атмосфере, и пожаре у дубоким подземним рудницима, где кисеоник долази из вентилације.
Пожари у рудницима могу започети као резултат индустријске несреће, која углавном укључује експлозију гаса. Историјски, неки мински пожари су започели када су власти затварале илегалне руднике, обично минирањем. Многе недавне минске пожаре започели су људи који су спалили смеће на депонији која је била у непосредној близини напуштених рудника угља, укључујући веома медијски испраћен пожљр у Сентрелији (Пелсилванија), који гори од 1962. године. Од стотина минских пожара у Сједињеним Државама који данас горе, већина их је локализована у држави Пенсилванија.
Неки пожари дуж слојева угља природна су појава. Неки угљеви су самозапаљиви на ниским температурама до 40 °C (104 °F), као што је мрки угаљ при специфичним условима влаге и одређене величине зрна.  Пожар обично започне неколико дециметара унутар угља на дубини у којој пропусност угља омогућава доток ваздуха, али у којој се путем вентилације не уклања топлотакоја се ствара. Самозапаљивање је било познат проблем у време бородва покретаних на пару и тврди се да је допринело потонућу Титаника . Један од познатих извора пожара представља рударско пробијање шупљине у којој је присутан метан под високим притиском, при чијем пробијњу се може створити искра статичког електрицитета која доводи до запаљења гаса и покреће експлозију и паљење угља. Иста гасна статика добро је позната на бродовима и треба водити рачуна да не дође до таквог статичког искрења.
Два основна фактора одређују да ли се јавља спонтано сагоревање или не, температура околине и величина зрна:
- Што је виша температура околине, брже се одвијају оксидационе реакције.
- Величина и структура зрна одређују његову површину. Кинетика ће бити ограничена доступношћу реактаната, који је у овом случају угљеник изложен кисеонику.

Дивљи пожари (проузроковани громом или други) могу запалити угаљ ближе површини или улазу, а тињајућа ватра може се проширити кроз пукотину, стварајући таложење које може довести до стварања још пукотина, корз које може проћи кисеоник и довести до будућих пожара када ватра избије на површину. Праисторијски клинкерски изданци на западу Америке резултат су праисторијских пожара угља чији су остаци отпорнији на ерозију од матрице, остављајући брда. Процењује се да је Горућа Планина у Аустралији, најстарији познати пожар угља, горела 6.000 година.
На глобално нивоу, хиљаде неугашених минских пожара гори, посебно у Кини где се сиромаштво, недостатак владиних прописа и неконтолисани развој комбинују да би створили еколошку катастрофу. Савремени рударски радови излажу тињајуће угљене слојеве ваздуху, оживљавајући пожаре..
Кинези у неразвијеним областима, у регионима који су богти углјем, често ископавају угаљ за употребу у домаћинству, напуштајући јаме кад постану толико дубоке да је немогуће радити, остављајући високо запаљиву угљену прашину изложену ваздуху. Употреба сателитских снимака за мапирање кинеских пожара угљем резултирала је откривањем многих до сада непознатих пожара. Најстарија ватра у Кини је у Баијигоу (г 白 芨, у округу Давуку у граду Шизоушн, Нингша), а прича се да гори од времена династије Кинг (пре 1912.).

## Откривање
Пре покушаја гашења ватре из угљеног слоја близу површине треба одредити његову локацију и подземни обим што је могуће прецизније. Поред проучавања географског, геолошког и инфраструктурног контекста, информације се могу добити и директним мерењима. Ови укључују:
- Мерења температуре копнене површине у пукотинама и бушотинама, на пример коришћењем пирометра
- Мерења гаса за дефинисање система вентилације пожара (количина и брзина) и састава гаса, тако да се могу описати реакције сагоревања
- Геофизичка мерења на земљи и из авиона и хеликоптера како би се утврдио степен проводљивости или други подземни параметари. На пример, мерења проводљивости пресликавају промену влажности у близини ватре; мерењем магнетизма могу се утврдити промене магнетних карактеристика суседне стене изазване топлотом
- Даљинско истраживање из авиона и помоћу сателита. Оптичко мапирање високе резолуције, термичко снимање и хиперспектрални подаци имају важну улогу. Подземни пожари угља од неколико стотина до преко 1.000 °C могу подићи температуру на површини за само неколико степени. Овај редослед величине сличан је температурној разлици између обасјаних сунчевим и застамњених падина гомиле шљаке или пешчане дине. Инфрацрвена опрема за откривање може да прати локацију пожара јер ватра греје земљу са свих страна.[10] Међутим, даљинске технике не могу разликовати појединачне пожаре који се пале у близини и често доводе до подбројавања стварних пожара.[11] Такође могу имати потешкоћа у разликовању пожара угљених слојева од шумских пожара. Комбиновање директних података и података са даљине омогућава праћење интензитета пожара угља током дужих периода коришћењем анализа временских серија.[12]

Подземни рудници угља могу бити опремљени трајно уграђеним сензорским системима. Ови системи шаљу мерења притиска, температуре, протока ваздуха и састава гаса особљу за надгледање безбедности, упозоравајући их на време на било какве проблеме.

## Утицај на животну средину
Поред уништавања погођених подручја, пожари угља често емитују и отровне гасове, укључујући угљен моноксид и сумпор диоксид. Пожари угља у Кини, који годишње сагоре 20 - 200 милиона тона угља, чине чак 1 проценат глобалне емисије угљен-диоксида из фосилних горива .
Једна од највидљивијих промена биће ефекат пропадања зелених површина. Други локални утицај на животну средину може бити присуство биљака или животиња које су погођене дејством пожара. Распрострањеност осталих биљака којима ту није природно станиште може зависити од трајања пожара и величине захваћеног подручја. На пример, у близини пожара угљеног слоја у Немачкој, многи су медитерански инсекти и пауци идентификовани у региону са хладним зимама, а верује се да повишена температура земље изнад пожара омогућава њихов опстанак.

## Гашење угља пожара
Да би настао, за пожар су потребни гориво, кисеоник и топлота. Пошто је до подземних пожара веома тешко директно доћи, гашење пожара укључује проналажење одговарајуће методологије која се бави интеракцијом горива и кисеоника за конкретни пожар. Пожар се може изоловати од извора горива, на пример, помоћу противпожарних ракета или противпожарних баријера. Многи пожари, посебно они на стрмим падинама, могу се у потпуности откопати. У случају пожара угљеног слоја на близу површине, прилив кисеоника у ваздух може се прекинути покривањем подручја или постављањем баријера непропусних за гас. Друга могућност је да се спречи одлив гасова сагоревања тако да се пожар угаси властитим издувним гасовима. Енергија се може уклонити хлађењем, обично убризгавањем велике количине воде. Међутим, ако било који преостали суви угаљ апсорбује воду, резултујућа топлота апсорпције може довести до поновног паљења једном угашеног пожара, како се површина суши. Сходно томе, мора се уклонити више енергије него што пожар ствара. У пракси се ове методе комбинују, а сваки случај зависи од расположивих ресурса. Ово се посебно односи на воду, на пример у сушним регионима, и за покривне материјале, попут леса или глине, како би се спречио контакт са атмосфером.
Гашење подземних пожара, који понекад прелазе температуре од 540 °C (1.000 °F) је веома опасно и веома скупо.
Пожари угљених слојева близу површине се у Кини рутински гасе по стандардној методи која се састоји од следећих фаза:
- Заглађивање површине изнад ватре тешком опремом како би била погодна за саобраћај.
- Бушење рупа у зони пожара удаљености око 20 m до извора пожара, и прекривање редовном мрежом.
- Убризгавање воде или блата у бушотине дуг времеснки период, обично 1 до 2 године.
- Покривање целокупног подручја непропусним слојем, дебљине око 1 м, на пример, од леса .
- Садња вегетације у мери у којој то дозвољава клима.

Улажу се напори за побољшање ове методе, на пример, са додацима у води за гашење или са алтернативним средствима за гашење.
Гашењем пожара подземних рудинка угља се обично бави особље обучено за то. У том смислу захваћено подручје је изолирано бранама у галеријама. Затим се инертни гас, обично азот, уводи током одређеног времена, обично користећи расположиве цевоводе.
Кинеска влада је 2004. године постигла успех у гашењу минскога пожара у каменолому у близини Урумкија у кинеској провинцији Синђијанг, који је горео од 1874. Међутим, чланак часописа Тиме из марта 2008. цитира истраживача Стевена К. Ендруса: „Одлучио сам да одем да видим како се гаси, а пламенови су били видљиви и цела ствар је још увек горела... Рекли су да је то угашено, а ко да каже другачије? "
Млазни мотор, познат као Горницки Агрегат Гасницки (ГАГ), развијен је у Пољској и успешно се користи за борбу против пожара угља и замену гасова у рудницима.

## Тренутна истраживања и нова достигнућа у гашењу пожара
Часопис Тиме објавио је у јулу 2010. године да на тржиште почињу долазити јефтиније алтернативе за гашење пожара из угљених слојева, укључујући посебне масе отпорне на топлоту и азотну пену која гаси ватру, а друга иновативна решења су на путу.

## Откривање микроба и лекова
Научници су недавно почели да истражују термичке отворе због проналажења јединственог соја бактерије способне да да нове фармацеутске трагове. Микроби из тла су дуго времена извор ефикасних лекова а нова истраживања, попут оног спроведеног у Центру за фармацеутска истраживања и иновације, указују да ова екстремна подручја могу бити неискоришћени извор за нова открића.

## Листа минских пожара
У наставку су наведени неки од запаженијих минских пожара широм света.

### Аустралија
- Горућа планина - природни, споро сагоревање подземног угљеног слоја
- Морвел, Вицториа - рудник на отвореном, Велики Морвела запалио се у марту 1902. и горео више од месец дана. Угашен је пробијањем оближње реке Морвел експлозивом како би се поплавио рудник. Откривено је да је пожар изазван саботажама из запаљивих уређаја .[22][23]
- Електрана Хазелвуд - 2 кикломтера слоја угља у руднику Хазелвуд запаљено је у октобру 2006. године[24] и поново у фебруару 2014. године.[25] Хиљаде становника било је погођено ватром у руднику Хазелвуод 2014. године који је горео 45 дана ширећи дим широм заједнице Морвел у Викторији.[26] Влада је саветовала погођене групе људи у Јужном Морвелу да се привремено преселе због опасности од честица ПМ2.5.

### Канада
- Елкфорд, Британска Колумбија[27]
- Мерит, Британска Колумбија
- Кармекс, Јукон
- Брда која се диме, северозападне територије

У Кини, највећем светском произвођачу угља, са годишњом производњом од око 2,5 милијарди тона, пожари угља су озбиљан проблем. Процењено је да се око 10–200 милиона тона угља бескорисно сагорева годишње, а да се иста количина поново учини недоступном за експлоатацију. Пожари угља шире се преко појаса на циелом северу Кине, где је забележено преко стотину великих пожарних подручја од којих свако садржи много појединачних пожара. Они су концентрисани у провинцијама Ксиђанг, Унутрашњој Монголији и Нинђиа . Поред губитака од спаљеног и неприступачног угља, ови пожари доприносе загађењу ваздуха и знатно повећаном нивоу емисије гасова са ефектом стаклене баште и тако постају проблем који је привукао међународну пажњу.

### Немачка
У Планицу, који је сада део града Цвикау, угљени слој који гори од 1476. године могао се угасити тек 1860. године. У Дудвеилеру (Сарланд) ватра из угљеног слоја запаљена је око 1668. године и данас гори. Ова такозвана Горућа Планина(" Бреннендер Берг ") убрзо је постала туристичка атракција, а посетио ју је чак и Јохан Волфганг вон Гете . Такође је добро познат такозвани Стинкстеинванд (смрдљиви камени зид ) у Швалбентхалу на источној падини Хохер Меиßнера, где је пре неколико година запаљено неколико слојева након што је престало копање лигнита; гасови и данас излазе на површину.

### Индија
У Индији од 2010. године 68 пожара гори на површини од 58 sq mi (150 km2) у региону поља Џарја у Дханбаду , Џархенд . Пожари у рудницима су започети у овом региону 1916. године и брзо уништавају једини извор примарног коксног угља у земљи.

### Индонезија
Пожари угља и тресета у Индонезији често су запаљени шумским пожарима у близини површинских наслага. Тешко је утврдити када је шумски пожар започео ватром из угљеног слоја или обрнуто, у одсуству очевидаца. Најчешћи узрок шумских пожара и измаглице у Индонезији је намерно спаљивање шума како би се очистило земљиште за плантажне усеве од целулозног дрвета, гуме и палминог уља.
У Индонезији није одређен тачан број пожара слојева угља. На само малом делу земље су испитани пожари угљених слојева Најбољи доступни подаци долазе из студије засноване на систематском посматрању на терену. У 1998. години, укупно 125 пожара угља лоцирано је и мапирано у траси дужине два километра, са сваке стране пута дужине 100 km, северно од Баликпапана до Самаринде у Источном Калимантану, користећи ручну опрему Глобал Поситионинг Систем (ГПС). Екстраполирајући ове податке у подручја на Борнеу и Суматри подцртана познатим лежиштима угља, процењено је да је 1998. године у Индонезији могло да гори више од 250 000 пожара у угљеним слојевима.
Пракса чишћења земљишта при којој се користи ватра, често започиње шумским пожарима, може бити узрок пожара у угљеним слојевима у Индонезији. Током 1982–83. Један од највећих шумских пожара у овом веку буктао је неколико месеци кроз процењује се 5.000.000 хектара Борнеоових тропских прашума. Голдамер и Сејберт су, међутим, закључили да постоје индикације да су се пожари у угљеном слоју већ догодили између 13.200 и 15.000 БП.
Сезонаа пожара обично се дешава сваких 3–5 година, када клима у деловима Индонезије постаје изузетно сува од јуна до новембра због јужне осцилације Ел Нино крај западне обале Јужне Америке. Од 1982. године пожар се понавља на острвима Борнео и Суматри, паливши велика подручја у 1987., 1991., 1994., 1997. - 1998, 2001 и 2004.
У октобру 2004. дим од паљења земљишта поново је прекрио знатне делове Борнеа и Суматре, ометајући авионска путовања, повећавајући пријем у болнице, и проширивши се на делове Брунеја, Сингапура и Малезије. Отпади угља су толико учестали у Индонезији да је готово сигурно да су ови пожари запалили нове ватре из угљених слојева.

### Нови Зеланд
- Бурнетово лице, Западна обала
- Рудник Стронгман, Западна обала
- Вангалоа, Отаго[38]
- Рудник Пике Ривер, Западна обала
- Област Милертон, рудник Стоцктон, западна обала, Јужно острво,Нови Зеланд

### Норвешка
1944. године, рудник Лонгиеарбиен број 2 на Свалбарду запалили су морнари из Тирпитца на својој завршној мисији изван норвешких приморских вода. Рудник је и даље горео 20 година, док су нека подручја касније минирана из реконструисаног рудника бр. 2б.

### Јужна Африка
- Трансвал и заливи Делагоа у близини Емалахленија (раније познат као Витбенк ), Мпумаланга гори од када је рудник напуштен 1953.

### Америка
Многа поља угља у Сједињеним Државама подложна су спонтаном паљењу. Федерални уред за површинско минирање (ОСМ) одржава базу података (АМЛИС) у којој је 1999. године пописано 150 пожарних подручја. Средином 2010. године, према ОСМ-у, горило је више од 100 пожара у девет држава, од којих су већина у Колораду, Кентакију, Пенсилванији, Јути и Западној Вирџинији. Али геолози кажу да многи пожари остану непријављени, тако да је стварни број њих ближи бројци 200, у 21 држави.
У Пенсилванији је познато 45 подручја пожара, од којих је најпознатија минско-експлозивна ватра у руднику Сентрејлија у области тврдог угља у округу Цолумбиа, која гори од 1962. године. Рудник горења у близини Саммит Хил-а запалио се 1859. године.
У Колораду су пожари угља настали као последица флуктуација нивоа подземне воде, што може повећати температуру угља и до 300 °C, довољно да се спонтано запали . 
Слив Реке Прах у Виомингу и Монтани садржи око 800 милијарди тона смеђег угља, а тамо су пожаре поткрили експедицијом Левиса и Карка (1804 до 1806). Пожари су природна појава на овом подручју већ око три милиона година и обликовали су пејзаж. На пример, подручје величине око 4.000 km² прекривено је клинкером угља, од којих је неки у националном парку Теодор Рузвелт, одакле се пружа спектакуларан поглед на ватрени клинкер црвеног угља са места Скориа Поинт.
- Лoрел Ран, Пенсилванија[41]
- Њу Касл, Колорадо
- Гленвуд Спрингс, Колорадо
- Лотс Крик, Кентаки
- Рут Мулинс, Кентаки
- Труман Шепард, Кентаки
- Њу Стресвил, Охајо
- Сан Тој, Охајо
- Сего, Јута
- Вандербилт, Пенсилванија
- Сентрејлија, Пенсилванија
- Карбондејл, Пенсилванија